# Reşat Nuri Güntekin

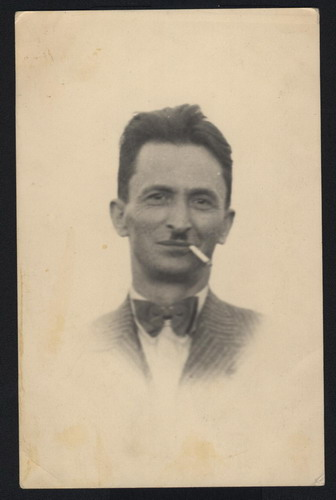
Reșat Nuri Güntekin

Reşat Nuri Güntekin (n. Istanbul, 25 noiembrie 1889, d. Londra, 7 decembrie 1956) a fost un romancier și dramaturg turc.

## Viața lui Reșat Nuri Güntekin
Reșat Nuri Güntekin s-a născut la Istanbul pe data de 26 noiembrie 1889 și moare în anul 1956 la vârsta de 67 de ani. A urmat studiile liceale la Galatasaray Lisesi și la Frereler Okulu din Izmir după care a absolvit în anul 1912 Facultatea de Literatură din cadrul universității istanbuleze. 
În anii care au urmat, a fost profesor de literatură și a ocupat funcția de director la diverse licee din Bursa și Istanbul. În anul 1927 este numit consilier în cadrul Ministerului Educației din Turcia, la un moment dat este ales în Parlamentul Turciei, primind un mandat de deputat in regiunea Çanakkale. Deține într-o perioadă și funcția de reprezentant al Turciei la UNESCO, petrecând în acest context, mai mulți ani la Paris. 

## Activitatea jurnalistică și literară
În anii Primului Război Mondial, Reșat Nuri Güntekin s-a remarcat îndeosebi prin articole cu conținut literar publicate în ziarul La pensée turque precum și prin articole de critică teatrală apărute în cotidianul Zaman. Reșat Nuri Güntekin a fost de altfel unul dintre cei mai proeminenți reprezentanți ai curentului Milli Edebiyat, care s-ar traduce prin Literatura Națiunii. După articolele din aceste publicații apar prima sa povestire Eski Ahbap (Prieten vechi), romanul Harabelerin Çiçeği (Floarea ruinelor) și prima piesă de teatru Hakiki Kahraman (Adevăratul erou). În continuare, romanul Gizli El (Mâna ascunsă) apare în aceiași perioadă, fiind publicat în ziarul Dersaadet, însă apare sub forma unui volum după trei ani.
Tot în acești ani, Reșat Nuri Güntekin realizează și o primă versiune a romanului Çalıkușu ( Pitulicea), care apare inițial în foileton, în ziarul Vakit în anul 1922, ulterior, romanul este publicat, aducându-i autorului notorietatea pe care o visa. Începând cu anul 1924 va începe să editeze alături de Mahmut Yesari, Münif Fehim și Inbnürrefik Ahmet Nuri o revistă umoristică denumită Kelebek ( Fluturele) în care vor fi publicate scurte povestiri umoristice. 
În perioada 1918-1955, Reșat Nuri Güntekin va desfășura o activitate publicistică intensă publicând articole atât în cotidiene prestigioase, cât și în reviste literare sau de cultură mai puțin prestigioase precum: İnci, Büyük Mecmua, Nedim, Șair, Hayat, Güneș, Yeni Türk, Ana Türk, Aile, Varlık, Türk Dili sau Türk Yurdu. Mai mult decât atât, el însuși își va propune să pună bazele unui cotidian denumit Memleket ( Locul de baștină), care va avea însă o apariție efemeră.
Reșat Nuri Güntekin a abordat aproape toate genurile literare precum poezia ( în perioada sa de debut), dramaturgia, critica literară și dramatică, proza scurtă etc. Cu toate acestea, Güntekin se afirmă și își consolidează poziția de mare scriitor prin publicarea capodoperei sale Çalıkușu (Pitulicea). Güntekin a fost influențat în mare măsură și de literatura franceză ( îndeosebi de naturalism și realism), scriitorul lecturând și traducând o parte dintre operele unor autori francezi precum Honoré de Balzac, Flaubert, Émile Zola sau Alphonse Daudet.
Personajele romanelor lui Reșat Nuri Güntekin sunt în general dinamice, însă se remarcă prin naturalețe, prin firescul lor. Acestea oglindesc de regulă, concepția, gândurile, ori sentimentele scriitorului precum și viziunea sa asupra lumii și a societății turce a acelor vremuri. Dintre romanele scrise de Reșat Nuri Güntekin care înfățișează compasiunea față de problematica umană și în care se încearcă analiza asupra schimbărilor pe care le suferă individ aflat sub presiunea mediului social din care provine se numără: Acımak (Compasiune),Damga (Stigmatul), Iffet, Çalıkușu ( Pitulicea) sau Dudaktan Kalbe ( De la buze la inimă).
Nu mai importantă este și tema familiei prezentă în romanele Yaprak Dökümü ( Căderea frunzei) sau Kızılcık Dalları (Ramurile de coarnă). Un singur roman din cele scrise de Reșat Nuri Güntekin publicat în anul 1927 îmbracă forma epistolară, acesta fiind intitulat Bir Kadin Düșmanı și fiind publicat în anul 1927. Alte romane sunt concepute sub forma unor memorii sau jurnale, aceasta fiind, de altfel, tehnica preferată a lui Güntekin. 
O altă temă interesantă abordată de Reșat Nuri Güntekin în operele sale este cea a intervenției unor pedagogi inimoși în viața unor copii crescuți în mizerie, în ignoranță sau abandonați, făcând trimitere totodată și la responsabilitățile pe care societatea ar trebui să și le asume în asemenea cazuri. Această temă poate fi identificată în romane precum Çalıkușu (Pitulicea), Yeșil Gece (Noaptea Verde) sau Kan Davası (Vendeta).

## Proza scurtă
Reșat Nuri Güntekin a scris și publicat șapte volume de povestiri între anii 1919-1930. După anul 1930, Reșat Nuri Güntekin nu va mai publica niciun volum de povestiri, consacrându-și întreaga  energie genului romanesc, și mai vechii sale pasiuni, dramaturgia ( va scrie din acest moment și până la moartea sa care survine în anul 1956, 11 romane și 12 piese de teatru).
Ca și romanele, povestirile lui Reșat Nuri Güntekin abordează cu predilecție teme precum dragostea, familia, morala socială, problemele specifice lumii presei, lumii literare ori cercurilor puterii etc. Dintre volumele pe care le-a publicat amintim Eski Ahbap ( Prieten vechi), Sönmüș Yıldızlar ( Stele stinse) sau Leyla ile Mecnun (Leyla și Mecnun).

## Dramaturgie
Reșat Nuri Güntekin a jucat un rol de prim ordin în dezvoltarea dramaturgiei turce, unul  dintre teatrele istanbuleze Reșat Nuri Tiyatrosu purtându-i chiar numele. Temele și motivele pieselor sale de teatru, coincid în mare parte cu cele abordate în povestirile și romanele sale. 
Marele succes al pieselor sale de teatru se explică prin naturalețea personajelor sale, ca și prin naturalețea limbajului atribuit acestora Printre piesele sale de teatru cele mai cunoscute figurează Hançer (Hangerul), Bir Yağmur Gecesi ( O noapte ploioasă) sau Balıkesir Muhasebecisi (Contabilul din Balıkesir).
Güntekin a scris de asemenea, și piese de teatru pentru copii, precum și texte destinate reprezentațiilor școlare, cu vădită finalitate educativă.

## Listă opere
ROMANE:
- Çalıkușu (1922)
- Gizli El (1924)
- Damga (1924)
- Dudaktan Kalbe (1925)
- Akșam Güneși (1926)
- Bir Kadın Düșmanı (1927)
- Yeșil Gece (1928)
- Acımak (1928)
- Yaprak Dökümü (1930)
- Kızılcık Dalları (1932)
- Gökyüzü (1935)
- Eski Hastalık (1938)
- Ateș Gecesi (1942)
- Değirmen (1944)
- Miskinler Tekkesi (1946)
- Harabelerin Çiçeği (1953)
- Kavak Yelleri (ölümünden sonra 1961)
- Son Sığınak (ölümünden sonra 1961)
- Kan Davası (ölümünden sonra 1962)

POVESTIRI: 
- Gençlik ve Güzellik (1919)
- Roçild Bey (1919)
- Eski Ahbap (1919)
- Tanrı Misafiri (1927)
- Sönmüș Yıldızlar (1928)
- Leyla ile Mecnun (1928)
- Olağan İșler (1930)

DRAMATURGIE: 
- Hançer (1920)
- Eski Rüya (1922)
- Ümidin Güneși (1924)
- Gazeteci Düșmanı-Șemsiye Hırsızı-İhtiyar Serseri (Üç oyun birarada, 1925)
- Taș Parçası (1926)
- Hülleci (1926)
- Bir Köy Hocası (1928)
- Babür Șah’ın Seccadesi (1931)
- Bir Kır Eğlencesi (1931)
- Ümit Mektebinde (1931)
- Felaket Karșısında-Gözdağı-Eski Borç (Üç oyun birarada, 1931)
- İstiklal (1933)
- Vergi Hırsızı (1933)
- Bir Yağmur Gecesi (1943)
- Balıkesir Muhasebecisi (1953)
- Tanrıdağı Ziyafeti (1955)
- Yaprak Dökümü (ölümünden sonra 1971)
- Eski Șarkı (ölümünden sonra 1971)